# Hexanitroestilbeno
El hexanitrostilbeno (HNS) es un explosivo térmicamente estable, resistente tanto a las altas como a las bajas temperaturas. Particularmente útil para voladuras en los depósitos de aceite muy caliente. El HNS es menos potente que el hexógeno (RDX), pero tiene punto de fusión elevado de aproximadamente 320 °C

## Síntesis
Comercialmente se produce disolviendo a 15 °C, trinitrotolueno (TNT). en tetrahidrofurano  junto a metóxido de sodio y dejando actuar. Seguido de la oxidación con hipoclorito de sodio.

## Propiedades
- La luz de color amarillo cristales ortorrómbica.
- Ligeramente soluble en acetona, metil etil cetona, ácido acético al 100%, dimetilformamida (DMF)
- Moderadamente soluble en dimetilsulfóxido (DMSO)
- Puede consistir de HNO3 se recristaliza, acetona, dimetilformamida o nitrobenceno.
- HNS es una amplia gama de condiciones de temperatura (desde -200 °C a 250 °C) y por tanto se utiliza como un explosivo en las aplicaciones espaciales tales como cortar tornillos, etc.
- Capaz de soportar 17 días a la temperatura extremadamente alta de 110 °C

## Uso
El hexanitroestilbeno es muy poco sensible a la alta temperatura, mejor que el TNT, y como el TNT es muy insensible a los impactos. Cuando se funde el TNT, se añade al 0,5% de HNS para forma micro-cristales dentro del TNT y previenen la formación de grietas dentro de la granada. Que debido a las altas aceleraciones en el disparo de los cañones podría producir un colapso y la detonación prematura.
Se empleó para rellenar las granadas de mortero empleado en el Apollo Lunar Active Seismic Experiments.